# Macrostylophora cuiae
Macrostylophora cuiae är en loppart som beskrevs av Liu Chiying, Wu Houyong ey Yu Juifei 1964. Macrostylophora cuiae ingår i släktet Macrostylophora och familjen fågelloppor.

## Underarter
Arten delas in i följande underarter:
- M. c. cuiae
- M. c. jiangkouensis